# Josimoto Banana
Josimoto Banana (japánul: よしもと ばなな, Hepburn-átírással: Yoshimoto Banana; Tokió, 1964. július 24. –) japán írónő.

## Életpályája
Josimoto Takaaki költő és filozófus lánya. Eredeti neve Josimoto Mahoko, a Bananát a banánvirág után vette fel (és a teljes nevét csak hiraganával hajlandó írni), „jópofa” és „androgün” névnek tartja. A Nihon Egyetemen végzett irodalom szakot, majd egy golfklub éttermének pincérnőjeként dolgozott. Népszerűsége ellenére kerüli a nyilvánosságot.
Saját bevallása szerint nagy hatással volt rá Stephen King, később pedig Truman Capote és Isaac Bashevis Singer. Első regénye, a Konyha (Kiccsin, 1988) óriási siker volt, máig 60 utánnyomást ért meg Japánban, tévé- és mozifilm is készült belőle, és elnyerte az Izumi Kjóka-díjat. Másik sikerkönyvéből, a Viszlát, Cugumi!-ból (TUGUMI, 1989) Icsikava Dzsun forgatott filmet.
Noha a kritika többnyire felszínesnek, kommersznek tartja (nem is kapta meg a nagy presztízsű Akutagava-díjat, akárcsak Jamada Eimi és Murakami Haruki), Josimoto többször kijelentette, hogy a Nobel-díj a célja.

## Magyarul megjelent művei
- Konyha / Telihold – moonlight shadow / Holdudvar. Japán kisregények; ford. Frigyik László; Trivium, Bp., 2012 ISBN 963-9367-22-2
- Viszlát, Cugumi! Japán novella; ford. Frigyik László; Trivium, Bp., 2004 ISBN 963-9367-40-0
- Csipkerózsika-álom. Három elbeszélés az éjszakáról; ford. Kóbor Márta; Trivium, Bp., 2005 ISBN 963-9367-82-6
- Félelmeink / Baljós véletlenek / Balszerencse; ford. Kóbor Márta; Trivium, Bp., 2006 ISBN 963-9367-87-7